# Карпатские говоры

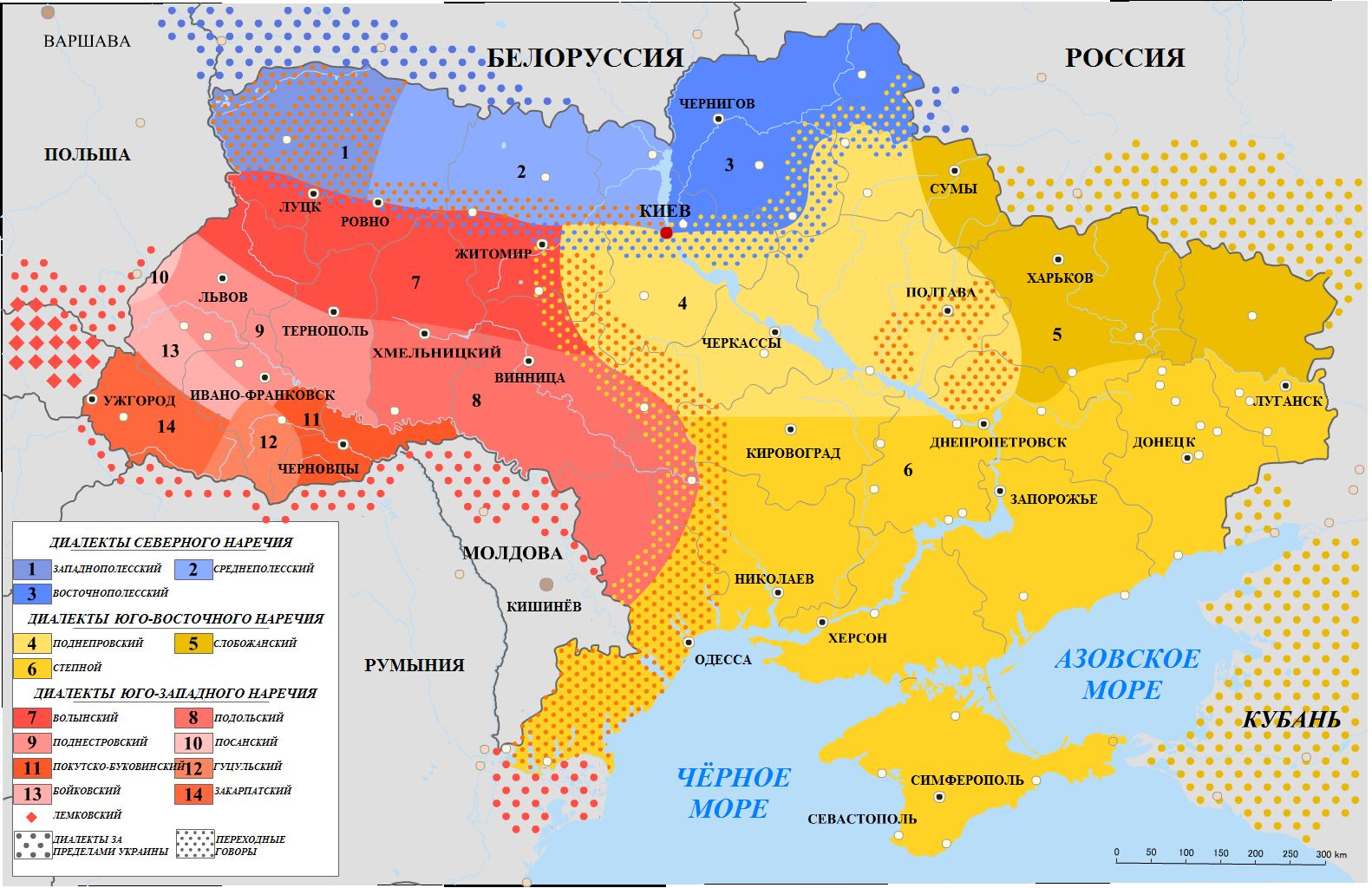
Ареал карпатских говоров на карте диалектов украинского языка

Карпа́тские го́воры (также карпатская группа говоров; укр. карпатська група говорів) — одна из групп говоров юго-западного наречия украинского языка, ареал которой охватывает горные районы западной Украины (главным образом, бо́льшую часть Закарпатской области, юг Львовской области и запад Ивано-Франковской области), а также приграничные с Украиной горные районы Польши и Словакии. Является одной из трёх групп юго-западного украинского наречия наряду с волынско-подольской и галицко-буковинской. Карпатская группа объединяет закарпатские, лемковские и бойковские говоры.
На базе различных карпатских говоров в Словакии, Польше, Венгрии, а также и в самой Украине развивается региональный литературный карпаторусинский язык с несколькими вариантами литературной нормы (пряшевской, лемковской и другими).
Ряд исследователей славянских языков рассматривают русинский как самостоятельный, отдельный от украинского, язык.
В таких странах, как Словакия, Польша, Словения, Хорватия, Сербия, Венгрия, Румыния приводится отдельная статистика для украинского и русинского языков (в Польше — для украинского и лемковского языков).
Черты закарпатских говоров отмечаются в югославорусинском (южнорусинском, паннонско-русинском) языке, имеющем смешанное западнославянско-восточнославянское происхождение.

## Классификация

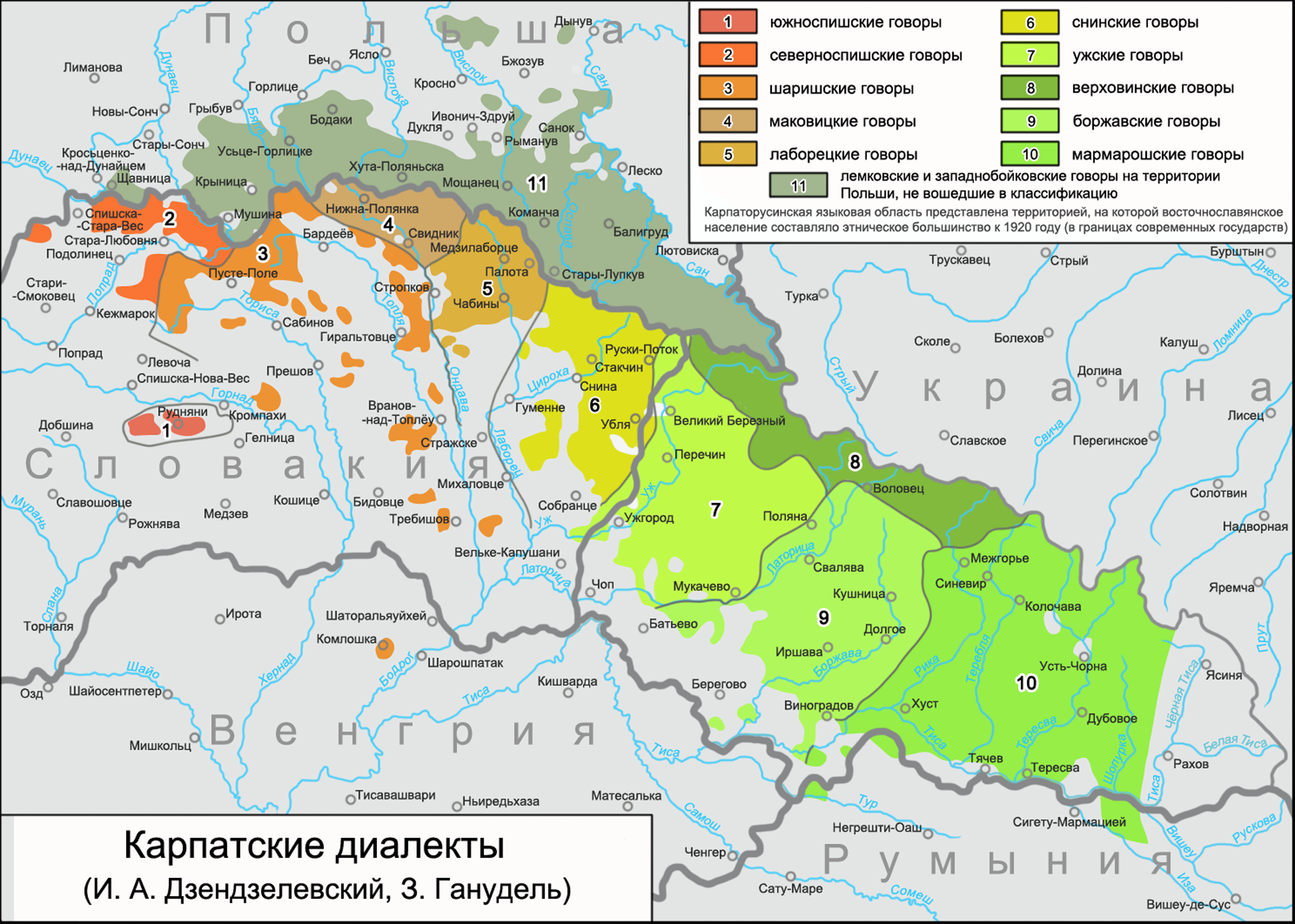
Карпатские говоры (согласно классификации И. А. Дзендзелевского и З. Ганудель)

В состав группы карпатских говоров входят:
- бойковские (севернокарпатские, северноподкарпатские) говоры;
- закарпатские (среднезакарпатские, подкарпатские, южнокарпатские) говоры:
  - восточнозакарпатские (тересвянско-реченские, восточномармарошские) говоры;
  - центральнозакарпатские (надборжавско-латорицкие, бережские) говоры;
  - западнозакарпатские говоры — ужско-лаборецкие (ужские) и восточноземплинские говоры;
  - севернозакарпатские (верховинские) говоры;
- лемковские (западнокарпатские) говоры.

## Область распространения

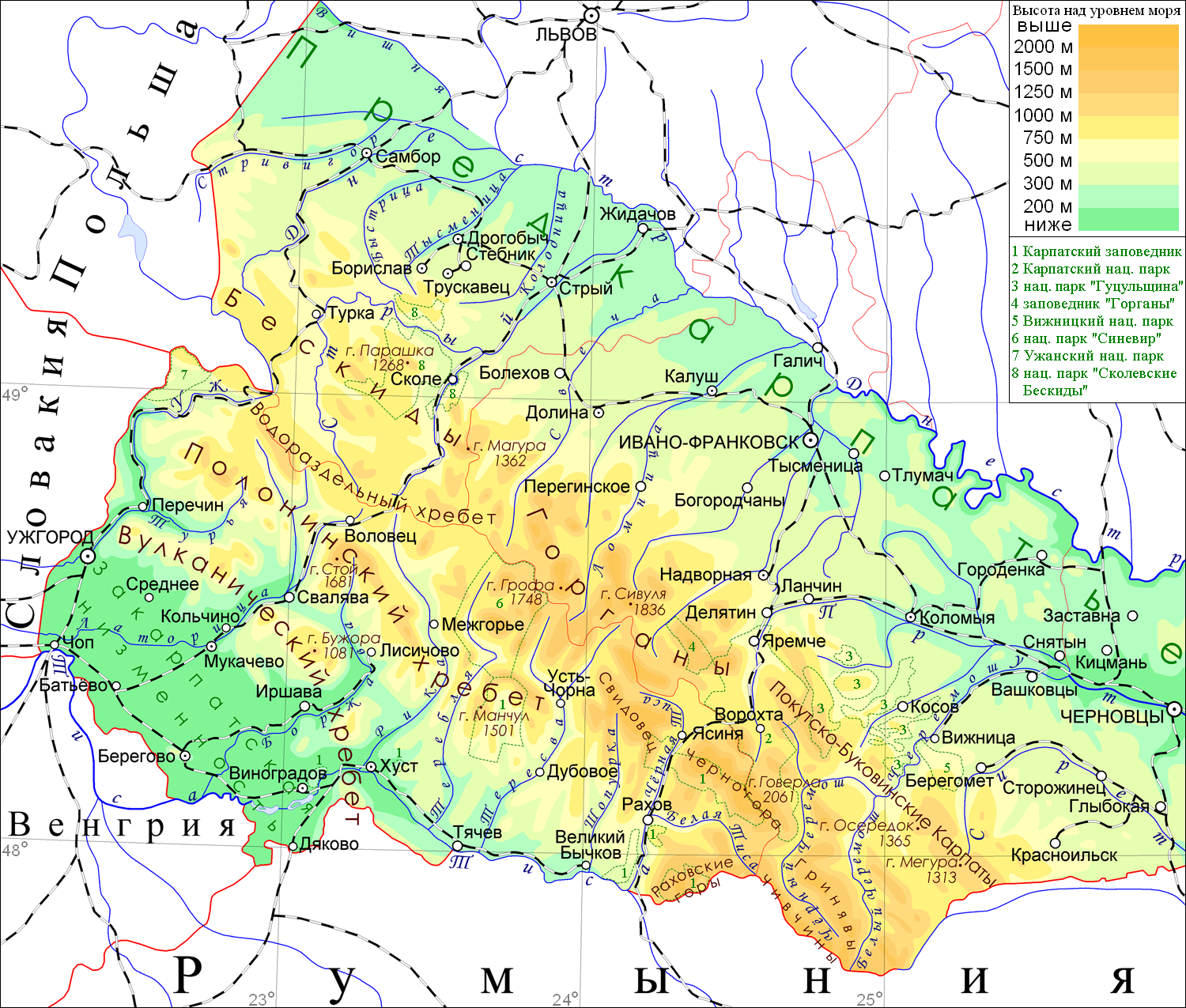
Карпатские горы и Закарпатье
на территории Украины

Ареал карпатских говоров включает горные районы западной Украины, юго-восточной Польши и северо-восточной Словакии (северные и южные склоны Карпат), а также Украинское Закарпатье. В данный ареал входят различные историко-этнографические области, такие, как Лемковщина, Пряшевщина, Верховина, Бойковщина и другие. Носителями карпатских говоров являются представителями нескольких карпатских субэтнических групп — долиняне, лемки, бойки. На территории Украины карпатский диалектный ареал охватывает южную часть Львовской области, западную часть Ивано-Франковской области и большую часть Закарпатской области (без Раховского района, который занимают гуцульские говоры). На территории Польши карпатский ареал расположен в южных районах Малопольского и Подкарпатского воеводств. В Словакии говоры карпатской группы размещены главным образом в северных и восточных районах Прешовского края, а также в восточных районах Кошицкого края. Некоторые закарпатские говоры сохраняются также в приграничных с Украиной территориях Румынии.
С 1945—1947 годов численность носителей лемковских говоров в их исконном ареале значительно сократилась в результате насильственных переселений лемков в разные регионы Украины (около 70 тысяч человек), вначале в Донецкую, Луганскую и Кировоградскую области, а затем и в ряд других областей. Позднее лемки стали самостоятельно переселяться на запад Украины, благодаря чему возникли их компактные поселения в Тернопольской, Ивано-Франковской, Львовской и других областях. Оставшаяся часть лемков (около 35 тысяч) была переселена в северные и западные воеводства Польши (Легницкое, Ольштынское и Кошалинское).
Карпатские говоры за пределами Украины распространены также среди потомков украинских переселенцев в США, Канаде и других странах.
На территории Сербии (в Воеводине) и соседних с Сербией районах Хорватии сохраняются говоры паннонских русинов, имеющие смешанный характер.
Ареал карпатских говоров на северо-западе граничит с ареалом говоров малопольского диалекта польского языка, на севере — с посанскими говорами, на северо-востоке и востоке — с поднестровскими говорами, на востоке — с ареалом гуцульских говоров юго-западного украинского наречия. На юго-востоке к ареалу карпатских говоров примыкает ареал румынского языка, на юго-западе и западе — ареал восточнословацкого диалекта, в котором отмечаются островные ареалы карпатских говоров.

## Литературные языки
Часть носителей карпатских говоров имеет особое этническое самосознание — относит себя к русинам — субэтнической группе украинцев, по другой точке зрения — самостоятельной восточнославянской этнической общности. У польских русин распространено самоназвание — лемки, формируется лемковская этническая идентичность. Родными говорами русин являются часть закарпатских говоров Украины и лемковские (южнолемковские) говоры Словакии. Родными говорами лемков являются лемковские (севернолемковские) говоры Польши.
Язык русин рассматривается одной частью лингвистов как самостоятельный восточнославянский язык — карпаторусинский, другая часть лингвистов (в том числе и большинство украинских исследователей славянских языков) считают русинский идиом диалектом украинского языка. А. Д. Дуличенко относит карпаторусинский к «малым славянским литературным языкам (микроязыкам)».
В ряде европейских стран, в которых представлено русинское население, статистические данные для украинского и русинского языков (в Польше — для украинского и лемковского языков) приводятся отдельно.
Согласно переписи 2011 года в качестве родного языка в Словакии русинский назвали 55 469 человек, в Венгрии — 3 332 человека. В качестве регионального или языка национального меньшинства русинский признан в Боснии и Герцеговине, Хорватии, Румынии, Сербии и Словакии, лемковский — в Польше (причём во всех этих странах наряду с украинским языком). Лемковский язык согласно переписи 2011 года в Польше назвали родным 4 454 человека, языком домашнего общения — 6 279 человек. На Украине русинский и лемковский идиомы считаются диалектами украинского языка, поэтому положение о региональных языках (закон «Об основах государственной языковой политики») на них не распространяется.
В последнее время в Словакии, Польше и украинском Закарпатье наблюдаются попытки кодификации карпаторусинского языка. В Польше кодифицирован лемковский вариант литературной нормы, в Словакии — пряшевский вариант. Карпаторусинский в США и Канаде использует латиницу южнославянского и западнославянского типа; карпаторусинский в Польше и Венгрии — кириллическое письмо. В Восточной Словакии наряду с кириллицей отмечались попытки применить также и латиницу славянского типа.
Те или иные языковые черты закарпатских говоров отмечаются в югославорусинском (южнорусинском, паннонско-русинском) языке. Общепринятого мнения о генетической основе данного языка до настоящего времени нет. Имеется точка зрения как о его восточнославянском закарпатско-украинском (русинском) происхождении, так и о западнославянском (восточнословацком) генезисе. В первом случае считается, что восточнославянские говоры испытали воздействие говоров западнославянского происхождения, во втором — что западнославянские говоры подверглись восточнославянскому влиянию. Распространяется также мнение о смешанном происхождении югославорусинского — о незавершившемся развитии данных говоров от восточнославянской основы в сторону западнославянского восточнословацкого диалектного типа. В начале XX века началось формирование литературной нормы этого языка, первая грамматика югославорусинского была издана в 1923 году. У югославских русин в начале XX века сформировалось движение за сближение русинского с украинским литературным языком, процесс украинизации получил развитие во второй половине XX века. Согласно переписи 2011 года в Сербии (главным образом в автономном крае Воеводина), русинский назвали родным 11 340 человек.

## Особенности говоров
Основные особенности карпатских говоров:
1. Наличие на месте древнерусских гласных /о/, /е/ в новых закрытых слогах рефлексов /у/, /ÿï/ и /и/: в[у]л, в[ÿï]л, в[и]л (укр. литер. віл «вол»), прин′ [ý]с, прин′ [ÿ́ï]с, прин′ [и́]с (укр. литер. приніс «принёс»), но на месте /ê/ только /i/: с′[í]но (укр. литер. сіно «сено»), л′ [í]то (укр. литер. літо «лето»).
2. Распространение окончания -ове у существительных мужского рода в форме именительного падежа множественного числа: бра́тове (укр. литер. брати «братья»), воло́ве (укр. литер. воли «волы»), плу́гове (укр. литер. плуги «плуги»).
3. Распространение окончания -ме / -ми у глаголов 1-го лица в форме множественного числа: несе́ме / несе́ми (укр. литер. несемо «несём»), бу́деме / бу́деми (укр. литер. будемо «будем») и т. д.

Кроме того, для каждого из трёх основных карпатских ареалов характерны свои диалектные особенности:
- в бойковских говорах распространена узкая артикуляция гласной /ê/ (т[ê]п[ế]р — укр. литер. тепер «теперь»); употребление лабиализованной гласной /ы̊/: м[ы̊] (укр. литер. ми «мы»), х[ы̊́]жа (укр. литер. хижа «хижина»); переход согласной /л/ в позиции конца слова в /ў/: стi[ў] (укр. литер. стіл «стол»), оре[ў] (укр. литер. орел «орёл»);
- для закарпатских говоров характерны сближение гласной /е/ с /и/ перед слогом с /i/, /ÿ͜ï/, /и/ и мягкими согласными: п[и́]рш′i (укр. литер. перш′i «первые»), от[и́]ц′ (укр. литер. отець «отец»), д[и́]с′ат′ (укр. литер. десять «десять»); наличие фонемы заднего ряда /ы/ на месте древнерусской /y/ (с[ы]н — укр. литер. син «сын») и древнерусского /ъ/ после /р/, /л/ (др[ы]вá — укр. литер. дрова «дрова»), а также после заднеязычных г, к, х: г[ы́]нуты (укр. литер. гинути «гибнуть»), ломáґ[ы] (укр. литер. ломаки «дубины»), к[ы́]снути (укр. литер. киснути «киснуть»), х[ы́]трий (укр. литер. хитрий «хитрый»); широкое распространение окончания двойственного числа -ма: зубо́ма (укр. литер. зубами «зубами»), з ни́ма (укр. литер. з ними «с ними»);
- в лемковских говорах в фонетическую систему включается фонема /ы/: узк[ы́]й (укр. литер. вузький «узкий»), рýск[ы́]й (укр. литер. руський «русский»), иногда на месте этимологического /о/: м[ы]ст (укр. литер. міст «мост»); в конце слова наблюдается отвердение мягких согласных: пáле[ц] (укр. литер. палець «палец»), смер[т] (укр. литер. смерть «смерть»); переход /в/ в /г/ перед согласными: [г]довéц (укр. литер. вдовець «вдовец»), [г]лáсний (укр. литер. власний «собственный»), [г] болóт′i (укр. литер. в болотi «в болоте»); отмечается фиксированное ударение на предпоследнем слоге; употребление существительных в архаичной форме именительного падежа множественного числа с основой на /г/, /к/, /х/: вóлц′и (укр. литер. вовки «волки»), слýз′и (укр. литер. слуги «слуги»), птáс′и (укр. литер. птахи «птицы») и т. д.